# 荷車の歌
『荷車の歌』（にぐるまのうた）は、1959年に全国農村映画協会が製作した山本薩夫監督の日本映画である。

## 概要
山代巴の代表作である同名小説を映画化した作品で、全国の農業協同組合の婦人部が一人10円のカンパで3200万円を集めて製作された。この映画は全国各地を長期間にわたって巡回して上映され、多くの観客を動員した。
主演の望月優子は、共演者の三國連太郎が扮装に凝りすぎたため山本監督に抗議したという（山本薩夫の自著『私の映画人生』より）。
出演者の左時枝（当時の芸名は左民子）は、姉の左幸子が演じる主人公の娘の少女時代を演じている。
この作品は第33回キネマ旬報ベスト・テンの第4位、第14回毎日映画コンクールの監督賞、音楽賞を受賞している。

## スタッフ
- 監督：山本薩夫
- 脚本：依田義賢
- 原作：山代巴
- 企画：全国農協婦人組織協議会
- 撮影：前田実
- 音楽：林光
- 美術：久保一雄

## キャスト
- セキ：望月優子
- 茂市（セキの夫）：三國連太郎
- オト代（セキの娘）：左幸子
- オト代の少女時代：左民子
- セキの姑：岸輝子
- ヒナ（茂市の妾）：浦辺粂子
- ナツノ：水戸光子
- 初造：西村晃
- 藤太郎：稲葉義男
- 三造：佐野浅夫
- 三郎（セキの末っ子）：矢野宣
- 虎男（セキの長男）：塚本信夫
- 役名不明：島田屯
- セキの父：大町文夫
- ナナシキの旦那：小沢栄太郎（特別出演）
- リヨ：利根はる恵
- コユキ：辻伊万里
- 西屋の女房：戸田春子
- セキの母：五月藤江
- トメ子（セキの次女）：小笠原慶子
- スエ子（セキの三女）：加藤鞆子
- 鈴枝：赤沢亜沙子
- コムラ：奈良岡朋子